# Hallopus

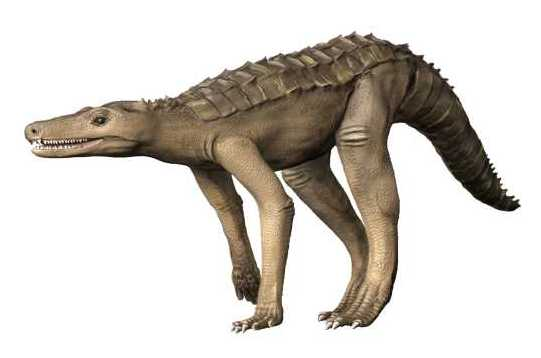
Recreación

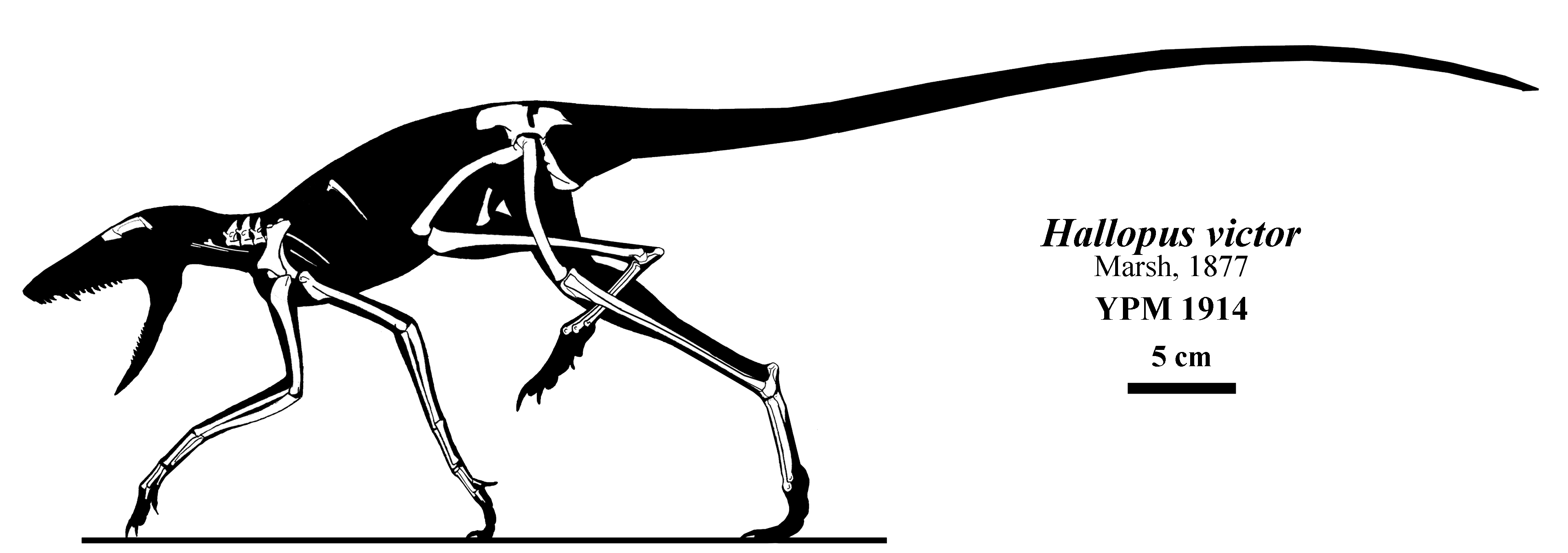
Huesos del holotipo de Hallopus.

Hallopus es un género de reptil posible esfenosúquido prehistórico encontrado en el área de Garden Park, Colorado, en Estados Unidos, en sedimentos del Jurásico Superior. Fue clasificado por O. C. Marsh en 1881 como dinosaurio, a partir de unos huesos que él en principio identificó como del pubis, y que más tarde von Huene (1914) consideró como pertenecientes al isquion. Análisis posteriores indicaron que de hecho pertenecían al radio izquierdo y a la ulna. Otros restos hallados comprenden el fémur, huesos de los pies que eran funcionalmente tridáctilos y el húmero. El examen de características anatómicas indicaron que probablemente se trataba de un crocodiliforme o posiblemente un todavía más primitivo crurotarsiano delgado y especializado en correr, y puede estar relacionado de cerca con Junggarsuchus.